# Uwe Kreyssig
Uwe Christian Kreyssig (* 28. September 1930 in Chemnitz; † 17. Mai 2008 in Havelsee) war ein deutscher Opernsänger (Bariton), Opernregisseur und Fernsehmoderator.

## Leben
Uwe Kreyssig war der dritte von vier Söhnen von Lothar Kreyssig. 1937 zog er mit seiner Familie von Flöha nach Hohenferchesar, wo seine Eltern den Bruderhof, einen landwirtschaftlichen Betrieb, erworben hatten. Kreyssig wurde bereits im Familienkreis frühzeitig an die Musik herangeführt und wollte ursprünglich Schauspieler werden. Die Mitwirkung in Schüleraufführungen der Landesschule Pforta, die er ab 1946 gemeinsam mit seinem Bruder besuchte, weckten sein Interesse am Theater. So trat er unter anderem in Das Kälberbrüten von Hans Sachs, Was ihr wollt von William Shakespeare, Philippe II von Émile Verhaeren, sowie den Singspielen Bastien und Bastienne und Der Schauspieldirektor von Wolfgang Amadeus Mozart auf. 1949 war er Kreon in Antigone und 1950 spielte er Ödipus.
Sein Vater ermöglichte ihm von 1950 bis 1952 ein Studium an der Theaterschule des Hebbel-Theaters in Berlin. Hier wurde ihm geraten, seine Stimme in Richtung Gesangsmöglichkeiten überprüfen zu lassen. Im Ergebnis besuchte er von 1952 bis 1956 die Hochschule für Musik Berlin insbesondere bei dem Bassbariton Jaro Prohaska und bei Paul Schmidtmann. Unmittelbar nach seinem Examen wurde Uwe Kreyssig an der Komischen Oper Berlin engagiert, wo er in Ermanno Wolf-Ferraris Die neugierigen Frauen unter der Regie von Heinz Rückert seine erste Rolle erhielt.
Uwe Kreyssig war häufig in Rundfunkaufnahmen klassischer, aber auch zeitgenössischer Musik zu hören und wirkte oft in Fernsehaufzeichnungen klassischer Opern mit. Mitte 1969 erhielt er mit Treffpunkt Operette eine eigene Fernsehreihe, die er als Moderator betreute und die bis Silvester 1973 gesendet wurde. Der Kammersänger wurde mit Wirkung vom 1. Juni 1990 zum stellvertretenden Intendanten für künstlerische Fragen an die Komische Oper in Berlin berufen, an der er bereits von 1956 bis 1983 als Sängerdarsteller gearbeitet hatte, bevor er Regieaufgaben in der Bundesrepublik und in den Niederlanden übernahm. Seit 1965 war er als Regisseur tätig. Von 1979 bis 1982 wirkte Kreyssig als Opernspielleiter am Opernhaus Bonn und später am Stadttheater Hildesheim sowie im niederländischen Enschede, wo er zudem ein Nachwuchsstudio für Opernsänger aufbaute. Er inszenierte u. a. am Opernhaus Bonn, am Staatstheater Wiesbaden (1984; A Midsummer Night’s Dream von Benjamin Britten) und am Opernhaus Nürnberg (1990; Zar und Zimmermann).
Außerdem hatte Uwe Kreyssig Lehraufträge in Berlin und in Weimar. Parallel zu seiner Tätigkeit als stellvertretender Intendant der Komischen Oper Berlin war er von 1991 bis 1995/1996 auch Leiter der Klasse für Opernsänger an der Hochschule in Hannover, die ihn zum Professor ernannt hatte.

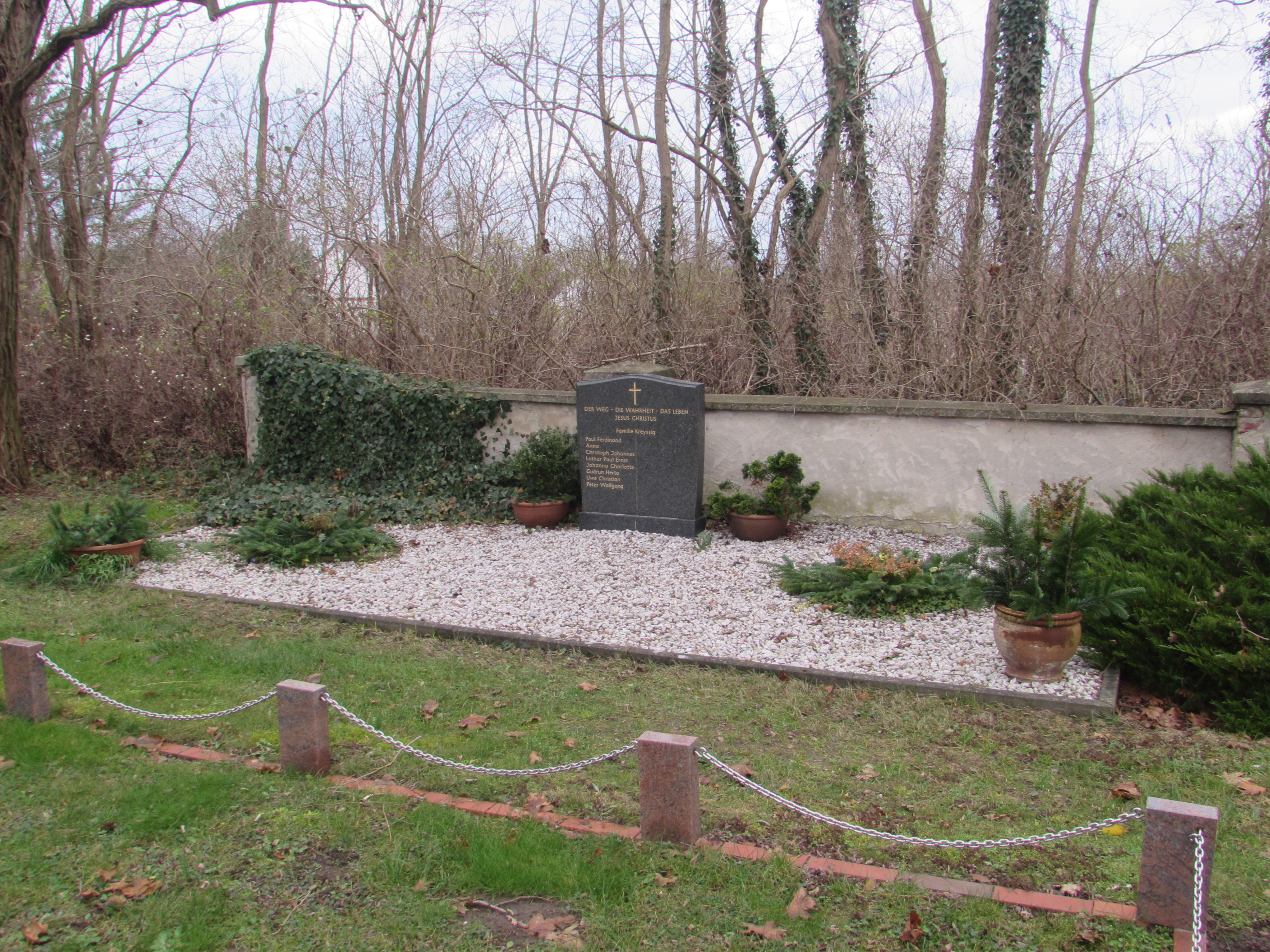
Familiengrabstätte in Hohenferchesar

Verheiratet war Uwe Kreyssig seit 1961 mit der Sängerin Hella Jansen, das Paar hatte zwei Kinder. Gemeinsam mit seiner Frau zog er 1996 auf den Bruderhof nach Hohenferchesar zurück und wurde dort zum Bürgermeister gewählt. In dieser Rolle war er 2001 bei dem Zusammenschluss mit drei weiteren Gemeinden zur Stadt Havelsee beteiligt. Zwei Jahre nach einer schweren Erkrankung verstarb Uwe Kreyssig im Mai 2008 und wurde in Hohenferchesar im Familiengrab beigesetzt.

## Filmografie
- 1965: Das schlaue Füchslein (Studioaufzeichnung)
- 1970: Hoffmanns Erzählungen (Studioaufzeichnung)
- 1976: Die Hochzeit des Figaro (Theateraufzeichnung)

## Theater

### Darsteller
- 1955: Werner Egk: Columbus – Bericht und Bildnis – Regie: Jaro Prohaska (Hochschule für Musik Berlin)
- 1957: Ermanno Wolf-Ferrari: Die neugierigen Frauen (Arlecchino) – Regie: Heinz Rückert (Komische Oper Berlin)
- 1957: Benjamin Britten: Albert Herring (Pfarrer) – Regie: Joachim Herz  (Komische Oper Berlin)
- 1959: Giacomo Puccini: La Bohème (Marcel, Maler) – Regie: Götz Friedrich  (Komische Oper Berlin)
- 1959: Wolfgang Amadeus Mozart: Die Entführung aus dem Serail – Regie: Heinz Rückert (Komische Oper Berlin)
- 1960: Robert Kurka: Der brave Soldat Schwejk (Oberleutnant Lukasch) – Regie: Joachim Herz (Komische Oper Berlin)
- 1960: Otto Nicolai: Die lustigen Weiber von Windsor (Dr. Cajus) – Regie: Carl-Heinrich Kreith (Deutsche Staatsoper Berlin)
- 1961: Benjamin Britten: Ein Sommernachtstraum (Demetrius) – Regie: Walter Felsenstein (Komische Oper Berlin)
- 1961: Kurt Schwaen: Leonce und Lena (Leonce) – Regie: Erich-Alexander Winds (Deutsche Staatsoper Berlin – Apollosaal)
- 1961: Wolfgang Amadeus Mozart: Così fan tutte (Guglielmo) – Regie: Götz Friedrich (Komische Oper Berlin)
- 1963: Peter Tschaikowski: Pique Dame (Fürst Jeletzki) – Regie: Wolfgang Kersten (Komische Oper Berlin)
- 1964: Johann Christoph Pepusch/Benjamin Britten: Bettleroper (Erzähler und Lockit) – Regie: Horst Bonnet (Komische Oper Berlin)
- 1964: Jacques Offenbach: Hoffmanns Erzählungen (Nathanaël) – Regie: Walter Felsenstein (Komische Oper Berlin)
- 1964: Richard Strauss: Ariadne auf Naxos (Harlekin) – Regie: Erhard Fischer (Deutsche Staatsoper Berlin)
- 1966: Claudio Monteverdi: Die Heimkehr des Odysseus (Eurymachos) – Regie: Götz Friedrich (Komische Oper Berlin)
- 1967: Giuseppe Verdi: La traviata (Marchese d’Obigny) – Regie: Walter Felsenstein (Komische Oper Berlin)
- 1967: Siegfried Matthus: Der letzte Schuss (Leutnant) – Regie: Götz Friedrich (Komische Oper Berlin)
- 1967: Modest Mussorgski: Boris Godunow (Jesuit) – Regie: Dieter Bülter-Marell (Komische Oper Berlin)
- 1968: Hans Werner Henze: Der junge Lord (Sekretär) – Regie: Joachim Herz (Komische Oper Berlin)
- 1968: Sergei Prokofjew: Die Liebe zu den drei Orangen – Regie: Walter Felsenstein (Komische Oper Berlin)
- 1969: Nico Dostal: Doktor Eisenbart (Doktor Eisenbart) – Regie: Charlotte Morgenstern (Metropol-Theater Berlin)
- 1969: Giovanni Paisiello: Der Barbier von Sevilla (Barbier) – Regie: ? (Komische Oper Berlin)
- 1970: Giacomo Puccini: Gianni Schicchi (Schicchi) – Regie: Wolfgang Kersten (Komische Oper Berlin)
- 1972: Georges Bizet: Carmen (Bandenchef) – Regie: Walter Felsenstein (Komische Oper Berlin)
- 1973: Wladimir Rubin: Die drei Dicken (Dicker) – Regie: Natalija Saz (Komische Oper Berlin)
- 1973: Zoltán Kodály: Die Abenteuer des Hary Janos (Wachtposten) – Regie: Walter Felsenstein (Komische Oper Berlin)
- 1974: Sergei Prokofjew: Krieg und Frieden (Andrej Bolkonski) – Regie: Lew Michailow (Komische Oper Berlin)
- 1975: Wolfgang Amadeus Mozart: Die Hochzeit des Figaro (Graf) – Regie: Walter Felsenstein (Komische Oper Berlin)

### Regie
- 1966: Frederick Loewe: My Fair Lady – (Metropol-Theater Berlin)
- 1967: Carl Millöcker: Der Bettelstudent – (Metropol-Theater Berlin)
- 1968: Johann Strauss: Die Fledermaus – (Komische Oper Berlin)
- 1970: Carl Zeller: Der Vogelhändler – (Metropol-Theater Berlin)
- 1972: Johann Strauss: Der Zigeunerbaron – (Metropol-Theater Berlin)
- 1982: Georg Friedrich Händel: Poro, re dell’Indie – (Händel-Festspiele Karlsruhe)

## Tonträger
- 1961: Giacomo Puccini: Turandot (820 231 – Eterna)